# Космос 111
Космос 111 (също Луна Е-6С № 204) е първият съветски опит за изстрелване на сонда към Луната, която да стане нейният първи изкуствен спътник. Поради проблем с последната степен на ракетата-носител сондата остава на ниска околоземна орбита като изкуствен спътник.

## Полет
Стартът е успешно осъществен на 1 март 1966 г. от космодрума Байконур в Казахска ССР с ракета-носител „Молния-М“. Първите три степени работят нормално и апарата е изведен до разчетната орбита.
Поради неизправност в четвъртата степен (Блок „Л“) станцията остава на околоземна орбита. Два дни по-късно апаратът изгаря в плътните слоеве на земната атмосфера.